# Molophilus capricornis
Molophilus capricornis är en tvåvingeart som beskrevs av Alexander 1916. Molophilus capricornis ingår i släktet Molophilus och familjen småharkrankar. Inga underarter finns listade i Catalogue of Life.